# Ophiothela danae
Ophiothela danae är en ormstjärneart som beskrevs av Addison Emery Verrill 1869. Ophiothela danae ingår i släktet Ophiothela och familjen Ophiothrichidae. Inga underarter finns listade i Catalogue of Life.